# Bezgłowe widmo z Berrimy
Bezgłowe widmo z Berrimy (ang. Berrima’s Headless Ghost) – fikcyjna postać, duch bezgłowej kobiety, mający się ukazywać w miejscowości Berrima w Nowej Południowej Walii, niedaleko Sydney.
Duch to postać Lucretii Dunkley, właścicielki zajazdu „Three Legs O’Man” („Trzy nogi człowieka”), którą powieszono 22 października 1842 w miejskim więzieniu za zabójstwo bogatego farmera, klienta jej zajazdu i zagrabienie mu pięciuset suwerenów. Po egzekucji ciału odcięto głowę dla celów naukowych. Od tego czasu bezgłowe widmo widywano w okolicy więzienia, w tamtejszym gaju piniowym. Ukazywało się ono przez wiele dziesięcioleci, aż do wycięcia gaju w XX wieku. Po przerwie zanotowano jeszcze jeden taki przypadek, w 1961 (jakoby widziano wtedy, w rejonie ruin gospody, charczącą  i duszącą się kobietę bez głowy).